# Jabil
Jabil Inc. – dostawca usług EMS. Zajmuje się projektowaniem i produkcją podzespołów elektronicznych. Główną siedzibą przedsiębiorstwa jest St. Petersburg na Florydzie. JABIL posiada 90 obiektów w 23 krajach oraz zatrudnia około 175 tys. pracowników.

## Historia
Jabil został założony w 1966 przez Williama E. Moreana i Jamesa Goldena w Detroit. Nazwa JABIL pochodzi od kombinacji imion założycieli (James i Bill). Przełom w firmie nastąpił w 1979, kiedy wygrała ona duży kontrakt z General Motors. Od tego momentu głównymi klientami Jabila są: Cisco Systems (16% sprzedaży), Philips Electronics (15%), Hewlett-Packard (11%), i Johnson Controls.
Obiekty Jabila są położone w: USA, Belgii, Brazylii, Chinach, w Wielkiej Brytanii, Irlandii, Ukrainie (Użhorod), Rosji (Twer), Francji, Austrii, Indiach, Włoszech, Japonii, Malezji, Meksyku, Węgrzech, Polsce, Wietnamie i w Singapurze.
W Polsce Jabil posiada jeden zakład:
- Kwidzyn Manufacturing

W 2004 roku Philips sprzedał fabrykę telewizorów w Kwidzynie amerykańskiej firmie Jabil Circuit.
W 2013 roku Jabil sprzedał firmie iQor oddział usług posprzedażnych w Bydgoszczy. W 2014 roku Jabil uruchomił farmę solarną w Kwidzynie.